# 노토니노미야역
노토니노미야역(일본어: 能登二宮駅)은 일본 이시카와현 가시마군 나카노토정에 위치한 서일본 여객철도 나나오 선의 철도역이다. 단선 승강장 1면 1선의 구조를 갖춘 지상역이다.

## 역 주변
- 국도 제159호선

## 역사
- 1960년 2월 10일 : 일본국유철도 나나오 선의 요시카와 역 - 도쿠다 역 간에 신설 개업. 여객 영업만.
- 1972년 3월 15일 : 무인역화.
- 1987년 4월 1일 : 일본국유철도 분할 민영화에 의해, 서일본 여객철도가 승계.
- 1993년 11월 : 현 역사 준공.

## 인접 역
| 서일본 여객철도 ■ 나나오 선     | 서일본 여객철도 ■ 나나오 선 | 서일본 여객철도 ■ 나나오 선 |
| ------------------------------- | --------------------------- | --------------------------- |
| 요시카와 가나자와 · 쓰바타 방면 | 나나오 선                   | 도쿠다 와쿠라온센 방면      |